# Nick Swardson
Nicholas Roger „Nick” Swardson (Minneapolis, Minnesota, 1976. október 9. –) amerikai színész, stand-up komikus, forgatókönyvíró és producer.

## Élete
A Minneapolis-Saint Paul környékén született Swardson Pamela és Roger Eric Swardson gyermekeként, és három testvére közül ő a legfiatalabb - van egy nővére, Rachel, és egy bátyja, John. Roger Swardson (1934–2003) szerkesztő és újságíró volt - olyan kiadványoknak írt, mint a Cincinnati Enquirer és a City Pages, valamint megalapította a Grand Gazette-et, egy korábbi Saint Paul-i közösségi újságot. Roger Swardson a Saint Paul-i telekfejlesztésbe is befektetett, megújítva a Grand Avenue-t, amely ma Victoria Crossing néven ismert terület. Roger és Pamela 1989-ben váltak el. Swardson svéd felmenőktől származik.
A St. Paul Central Középiskolába járt, és 16 évesen kezdett el színészkedni és improvizációs komédiákat előadni. A rosszalkodó diák, aki az alkohollal és a drogokkal küzdött, Swardson négy alkalommal is kizárták az iskolából, mert meghúzta a tűzjelzőt, hogy kimehessen cigarettázni, verekedett, trágár feliratot tett ki az osztályban, és marihuánát szívott; még az iskola idején beiratkozott egy rehabilitációs programba.
Miután 1996-ban elvégezte az egyetemet, Swardson úgy döntött, hogy inkább a Stand-up comedy-t választja, minthogy főiskolára járjon. Bár Swardson rajongott a szkeccs-komédiáért, a stand-up comedy-t inkább a filmes karrierhez vezető ugródeszkának tekintette, mintha egy komédiás társulatban dolgozna.
Swardson lelkes Minnesota Vikings-szurkoló. Jó barátságban van a szintén minnesotai Josh Duhamellel.

## Filmográfia

### Film
| Év   | Cím                                                 | Eredeti cím                         | Szerep                       | Magyar hang         | Rendező                                           |
| ---- | --------------------------------------------------- | ----------------------------------- | ---------------------------- | ------------------- | ------------------------------------------------- |
| 2001 | Parti-őrült jogi doki                               | Pretty When You Cry                 | Shaun                        |                     | Jack N. Green                                     |
| 2001 | Majdnem híres                                       | Almost Famous                       | Őrült rajongó                |                     | Cameron Crowe                                     |
| 2003 | A fehér csóka                                       | Malibu's Most Wanted                | Mocha                        | Hegedüs Miklós      | John Whitesell                                    |
| 2006 | A nagyi szeme fénye                                 | Grandma's Boy                       | Jeff                         | Zámbori Soma        | Nicholaus Goossen                                 |
| 2006 | Ízlésficam                                          | Art School Confidential             | Matthew                      | Tóth Barnabás       | Terry Zwigoff                                     |
| 2006 | Lúzer SC                                            | The Benchwarmers                    | Howie Goodman                | Kerekes József      | Dennis Dugan                                      |
| 2006 | Távkapcs                                            | Click                               | Fickó az áruházban           | Szabó Máté          | Frank Coraci                                      |
| 2007 | Zsaruk bevetésen – A film                           | Reno 911!: Miami                    | Terry Bernadino              | Gardi Tamás         | Robert Ben Garant                                 |
| 2007 | Jégi dicsőségünk                                    | Blades of Glory                     | Hector                       | Besenczi Árpád      | Will Speck, Josh Gordon                           |
| 2007 | Férj és férj                                        | I Now Pronounce You Chuck and Larry | Kevin "Pillangó" McDonough   | Gáspár András       | Dennis Dugan                                      |
| 2008 | Ne szórakozz Zohannal!                              | You Don't Mess with the Zohan       | Michael                      | Fesztbaum Béla      | Dennis Dugan                                      |
| 2008 | A házinyuszi                                        | The House Bunny                     | Fényképész                   |                     | Fred Wolf                                         |
| 2008 | Volt                                                | Bolt                                | Blake (hangja)               | Görög László        | Chris Williams, Byron Howard                      |
| 2008 | Esti mesék                                          | Bedtime Stories                     | Mérnök                       |                     | Adam Shankman                                     |
| 2011 | Kellékfeleség                                       | Just Go with It                     | Eddie Simms / Dolph Lundgren | Seszták Szabolcs    | Dennis Dugan                                      |
| 2011 | Bucky Larson: Született filmcsillag                 | Bucky Larson: Born to Be a Star     | Bucky Larson                 | Bolba Tamás         | Tom Brady                                         |
| 2011 | 30 perc vagy annyi se                               | 30 Minutes or Less                  | Travis                       | Dévai Balázs        | Ruben Fleischer                                   |
| 2011 | Jack és Jill                                        | Jack and Jill                       | Todd                         | Fesztbaum Béla      | Dennis Dugan                                      |
| 2012 | Apa ég!                                             | That's My Boy                       | Kenny                        | Nagypál Gábor       | Sean Anders                                       |
| 2013 | Hátborzongat-Lak                                    | A Haunted House                     | Chip, a médium               | Bodrogi Attila      | Michael Tiddes                                    |
| 2013 | Nagyfiúk 2.                                         | Grown Ups 2                         | Nick                         | Anger Zsolt         | Dennis Dugan                                      |
| 2014 |                                                     | Back in the Day                     | Ron Freeman (hangja)         |                     | Michael Rosenbaum                                 |
| 2015 | Pixel                                               | Pixel                               | Pac-Man áldozat              |                     | Chris Columbus                                    |
| 2015 | Hotel Transylvania 2. – Ahol még mindig szörnyen jó | Hotel Transylvania 2                | Kelsey (hangja)              | Suhajda Dániel      | Genndy Tartakovsky                                |
| 2015 | Hell és Back                                        | Hell and Back                       | Remy                         |                     | Tom Gianas, Ross Shuman                           |
| 2015 | Nevetséges hatos                                    | The Ridiculous 6                    | Nelly Patch                  |                     | Frank Coraci                                      |
| 2016 | Az újrakezdés                                       | The Do-Over                         | Bob                          |                     | Steven Brill                                      |
| 2017 | Sandy Wexler                                        | Sandy Wexler                        | Gary Rodgers                 |                     | Steven Brill                                      |
| 2019 | Spanviadal (Eszelős bajnokság)                      | Buddy Games                         | Bender                       | Barabás Kiss Zoltán | Josh Duhamel                                      |
| 2019 | Repülő üzemmód                                      | Airplane Mode                       | Esteban                      |                     | David Dinetz, Dylan Trussell                      |
| 2020 | A másik Missy                                       | The Wrong Missy                     | Nate                         |                     | Tyler Spindel                                     |
| 2023 | Leó                                                 | Leo                                 | Nyuszedli (hangja)           | Seder Gábor         | Robert Marianetti Robert Smigel David Wachtenheim |
| 2025 | Happy, a flúgos golfos 2.                           | Happy Gilmore 2                     | Ben Daggett                  | Nem szólal meg      | Kyle Newacheck                                    |